# Pseudolimnophila (Pseudolimnophila) sepium
Pseudolimnophila (Pseudolimnophila) sepium is een tweevleugelige uit de familie steltmuggen (Limoniidae). De soort komt voor in het Palearctisch gebied.